# 1937 en sport automobile
Chronologie du Sport automobile
1936 en sport automobile - 1937 en sport automobile - 1938 en sport automobile

## Les faits marquants de l'année1937enSport automobile
- Le Français René Le Bègue remporte le Rallye automobile Monte-Carlo sur une Delahaye.
- Le pilote allemand Rudolf Caracciola est champion d'Europe des pilotes de "Formule".

## Par mois

### Mai
- 9 mai : Grand Prix automobile de Tripoli.
- 16 mai : Grand Prix automobile des Frontières.
- 30 mai : Avusrennen.
- 31 mai : 500 miles d'Indianapolis

### Juin
- 6 juin : Grand Prix automobile de Rio de Janeiro.
- 13 juin : victoire de Bernd Rosemeyer dans la course de l'Eifelrennen 1937.
- 19 juin : départ de la 14e édition des 24 Heures du Mans.
- 20 juin : victoire de Jean-Pierre Wimille et Robert Benoist sur une Bugatti aux 24 Heures du Mans.

### Juillet
- 4 juillet : Grand Prix de France
- 5 juillet : Bernd Rosemeyer sur une Auto Union remporte la Coupe Vanderbilt.
- 11 juillet : Grand Prix automobile de Belgique.
- 25 juillet : Grand Prix automobile d'Allemagne.

### Août
- 8 août : Grand Prix automobile de Monaco.
- 15 août : Grand Prix automobile de Pescara.
- 22 août : Grand Prix automobile de Suisse.

### Septembre
- 12 septembre : Grand Prix automobile d'Italie.
- 26 septembre : Grand Prix automobile de Tchécoslovaquie.

### Novembre
- 19 novembre : à Bonneville Salt Flats, George E. T. Eyston établit un nouveau record de vitesse terrestre : 502,11 km/h.

## Naissances
- 16 janvier : Luiz Bueno, pilote automobile brésilien.  († 8 février 2011).
- 9 février : Tony Maggs, pilote automobile sud-africain ayant disputé 26 Grands Prix de Formule 1 entre 1961 et 1965.
- 9 mars : Brian Redman, pilote automobile britannique.
- 23 mars : Craig Breedlove, pilote automobile américain, détenteur de plusieurs records de vitesse terrestre.
- 26 avril : Jean-Pierre Beltoise, pilote automobile français († 5 janvier 2015).
- 28 avril : Karl von Wendt, pilote automobile et entrepreneur allemand, († 6 février 2006).
- 6 mai : Edgar Berney, pilote automobile suisse. († 21 septembre 1987).
- 3 juin : Jean-Pierre Jaussaud, pilote automobile français.
- 2 juillet : Richard Petty, pilote automobile américain de NASCAR.
- 31 juillet : Mauro Bianchi, pilote automobile Italien d'origine naturalisé Français.
- 30 août : 
  - Jean-Pierre Gaban, pilote automobile belge
  - Bruce McLaren, pilote automobile néo-zélandais, qui disputa 98 Grands Prix de Formule 1 de 1958 à 1970. († 2 juin 1970).
- 12 octobre : Paul Hawkins, pilote de course automobile australien. († 26 mai 1969).

- 23 octobre : Geki, pilote automobile italien. († 18 juin 1967)
- 11 novembre : Vittorio Brambilla, pilote automobile italien de Formule 1. († 26 mai 2001).
- 2 décembre : Chris Bristow, pilote automobile britannique. († 19 juin 1960).

## Décès
- 10 avril : Kenelm Edward « Bill » Lee Guinness, pilote automobile britannique (° 15 août 1887)
- 26 juillet : Ernst Ludwig Ferdinand von Delius, pilote automobile allemand. (° 29 mars 1912).
- 13 septembre :  Henryk Liefeldt, pilote automobile polonais. (° 14 avril 1894).
- 8 octobre : Carlos Antonio Zatuszek, pilote automobile austro-argentin, (° 27 septembre 1897).